# Szerző István
Szerző István (1933–) magyar ejtőernyős sportoló, oktató. Polgári foglalkozása szerkesztő a Vegyiműveket Tervező Vállalatnál (VEGYTERV).

## Életpálya
A budaörsi repülőnapok élményei hatására lett ejtőernyős. Először 1953-ban versenyzett. Másodszor 1954-ben katonaként vett részt az országos megméretésben. Ettől az évtől az ejtőernyős válogatott tagja. 1975-ben 600 ugrás volt mögötte.

## Sportegyesületei
A XIII. kerületi Központi Ejtőernyős Klub

## Sporteredmények
A magyar ejtőernyős válogatott első nemzetközi szereplésére a Bulgáriában 1955 augusztusában megrendezett nemzetközi versenyen az első magyar válogatott további tagjai: Magyar Miklós csapatkapitány, Falkai László, Gyulai György, Kastély Sándor, Papp Katalin volt.

### Világbajnokság
- A III. ejtőernyős világbajnokság 1956. július 29. és augusztus 4. között a Moszkva melletti Tusinó repülőtéren került megrendezésre. A magyar válogatott keret további tagjai: Aradi András, Gyulai György, Miklós László, Polonyi László volt.
  - csapatban Magyarország az 5. helyezést érte el.

### Magyar bajnokság
- Az I. Országos Ejtőernyős Bajnokságra 1953. augusztus 27. és augusztus 30. között került sor. Az 50 ugráson felüliek országos bajnoksága:
  - 1500 méteres ugrás 20 másodperces késleltetéssel (stílusugrás) – első,
  - összetett versenyben – ezüstérmes,
- A II. Országos Ejtőernyős Bajnokságra 1954-ben került sor, minden minőségi osztályban.
  - 1000 méteres kombinált ugrás volt 12 másodperces késleltetéssel – ezüstérmes,
  - összetett csapatversenyben – bronzérmes,
- A III. Magyar Ejtőernyős Bajnokság 1955. október 18. – október 22. között került megrendezésre
  - 1500 méteres kombinált ugrásban (stílusugrás) – országos bajnok,
  - összetett versenyben – bronzérmes,
  - összetett csapatversenyben – ezüstérmes,

## Egyéni ugrásmódja
A 100 méter magasban szálló Li–2-ből történő ugrás, amit több bemutatón megismételt.

## Szakmai sikerek
- 1954-ben a Magyar Népköztársaság Érdemes Sportolója, majd a Magyar Repülő Szövetség kiváló ejtőernyőse cím birtokosa lett,
- Testnevelés és a sport kiváló dolgozója,
- több Magyar Honvédelmi Szövetség (MHSZ) oklevél illetve kiváló munkáért arany jelvény tulajdonosa,